# Adolphe d'Archiac
Étienne Jules Adolphe Desmier de Saint-Simon, Vicomte d'Archiac (Reims, 24 de setembre de 1802 - París, 24 de desembre de 1868) és un naturalista, paleontòleg i geòleg francès.
Va estudiar a l'escola militar École Spéciale Militaire de Saint-Cyr, i serví nou anys com oficial fins a 1830. Abans de retirar-se i dedicar-se a la geologia, va publicar una novel·la romàntica històrica.
Com a geòleg descriví des de 1835 les formacions del Terciari i Cretaci de França, Bèlgica i Anglaterra, basant-se en la distribució de fòssils. Més tard investigà les formacions del Carbonífer, Devonià i Silurià.
La seva gran obra fou Histoire des Progrès de la Géologie de 1834 à 1859, publicada en 8 volums (1847-1860). El 1853 se li concedí la Medalla Wollaston de la Societat Geològica de Londres. El mateix any, amb Jules Haime (1824-1856), va publicar un monogràfic de les formacions del Numulític de l'Índia. El 1857 fou triat membre de l'Acadèmia Francesa de les Ciències, i el 1861 és escollit professor de paleontologia del Museu Nacional d'Història Natural de París.
Treballs posteriors foren: Paléontologie Stratigraphique, 3 vol. (1864-1865); Géologie et paléontologie (1866); i contribucions en Asie mineure de Pierre Alexandrowitsch de Tchihatcheff (1866).
Víctima d'una depressió clínica severa es va suïcidar i es va negar al riu Sena a la vigília de Nadal de 1868.